# 佐田武夫
佐田 武夫（さた たけお、1925年6月16日 - 2008年11月9日）は、元佐田建設社長。2004年に経営不振の責任を取って辞任した。群馬県前橋市出身。佐田一郎元参議院議員の娘婿で、息子は佐田玄一郎衆議院議員。
バブル期には勢いに乗って好調な業績を維持したが、不幸にも建設業界の不況の波に飲み込まれてしまった。スポーツ社長として知られ、特にバスケットボールには造詣が深く、自社でチームを運営する傍ら、日本クラブバスケットボール連盟では会長を長年務めていた（晩年は名誉会長）。

## 経歴
- 1942年 群馬県立前橋工業高等学校を卒業
- 1947年 多賀工専（現・茨城大学工学部）を卒業
- 1950年 佐田建設に入社
- 1977年 佐田建設社長に就任
- 1986年 黄綬褒章を受章
- 2004年 バブル期に計画したゴルフ場開発の失敗などで140億円の債務超過に陥る。このため金融機関に240億円の金融支援を要請し、自らは責任を取って辞任した

スポーツ界に大きく貢献し、日本のスポーツ界を側面から支援したことでも知られる。自社にスケート部を設立し、楠瀬志保・石井奈緒らに活躍の機会を与えた。また、陸上競技100mハードル日本記録保持者の金沢イボンヌを受け入れ、陸上競技部を設立した。群馬県体育協会会長・群馬県空手道協会会長・日本倶楽部バスケットボール連盟会長・前橋体育協会会長などを歴任したが、2004年の佐田建設社長辞任に伴い、道義的責任を取って一切の公職を辞した。現在は日本クラブバスケットボール連盟名誉会長・群馬県体育協会名誉会長・群馬県空手道連盟名誉会長である。
ほかに伊香保カントリー倶楽部取締役・群馬テレビ取締役・あかぎ信用組合理事・前橋工業高校同窓会会長・群馬県建設業協会会長・沈設立坑協会理事・日本電信電話ユーザー協会群馬支部長・群馬県立前橋工業高等学校新築移転記念式典実行委員会委員長・NPO法人飛組理事などの要職を歴任した。

## 関連人物
- 堤義明（元コクド社長）
- 篠原秀吉（元群馬県体育協会会長）
- 森喜朗（日本体育協会会長）
- 猪谷千春（国際オリンピック委員会副会長）